# Bradytriton silus
Bradytriton silus es una especie de salamandra de la familia Plethodontidae. Es monotípica del género Bradytriton.
Es endémica del extremo noroeste de Guatemala, en las laderas de la Sierra de los Cuchumatanes y la zona adyacente de Chiapas.
Su hábitat natural son los montanos húmedos tropicales o subtropicales.
Está amenazada de extinción debido a la destrucción de su hábitat.